# Marie Hadar
Marie Hadar (ur. 2 lutego 1992) – kostarykańska siatkarka, grająca jako środkowa. Obecnie występuje w drużynie Goicoechea.